# Neoschumannia cardinea
Neoschumannia cardinea är en oleanderväxtart som först beskrevs av Spencer Le Marchant Moore, och fick sitt nu gällande namn av U. Meve. Neoschumannia cardinea ingår i släktet Neoschumannia och familjen oleanderväxter. Inga underarter finns listade i Catalogue of Life.